# Привреда Аустралије
Привреда Аустралије је развијена, али зависна од извоза сировина (руде, угаљ, нафта и др). До Првог и Другог светског рата ослањала се на колонијалне везе са Великом Британијом. Током 70-их година ХХ века, Аустралија се повезује са азијско-пацифичким простором, где на првом месту као главни партнер заузима Јапан, а следе га Јужна Кореја, Кина, Тајван и Сингапур. Ка њима извози сировине, а увози готове производе и машине. Од 2005. године на основу међународног споразума Аустралија одржава тесне трговинске везе са САД. Привредна размена са Европом је минимална, а главни разлог је велика удаљеност континената.

## Основне црте привреде
Аустралија има развијену, мешовиту привреду западног типа, са нешто вишим бруто домаћим производом у односу на Велику Британију, Немачку и Француску, посматрано кроз паритет куповне моћи. Земља се налази на трећем месту листе Индекса друштвеног развоја УН за 2006, док је у односу на општи квалитет живота у 2005. заузела шесту позицију на листи магазина Економист. Одсуство извозно оријентисане прерађивачке индустрије најчешће означава као кључна слабост аустралијске привреде. Међутим, све развијенији туризам и растући извоз робе широке потрошње учинили су ову критику мање битном. Аустралија је ипак четврта земља на свету по висини текућег дефицита, изражено у апсолутним цифрама (у релативним, то износи око 7% БДП-а). Неки економисти сматрају ово проблематичним, посебно због тога што се подудара са високом трговинском разменом и ниским каматама које смањују трошкове отплате спољног дуга.
Хоукова влада започела је процес економске реформе увођењем пливајућег курса аустралијског долара и делимичном дерегулацијом финансијског система. Хауардова влада наставила је процес микроекономских реформи, укључујући и делимичну дерегулацију тржишта рада и приватизацију државних фирми, пре свега у области телекомуникација. Посредни порески систем суштински је реформисан у јулу 2000, увођењем пореза на добра и услуге од 10%, што је незнатно смањило чврсто ослањање аустралијског пореског система на порез од прихода појединаца и фирми.
У јануару 2007, незапосленост у Аустралији била је 4,6%, са 10.033.480 запослених људи. Током последње деценије, инфлација се углавном кретала између 2—3%, а минималне каматне стопе између 5—6%. Сектор услуга, укључујући туризам, образовање и финансијске услуге, чини 69% бруто домаћег производа. Пољопривреда и природне сировине чине између 3—5% БДП-а, али значајно доприносе укупној спољнотрговинској способности земље. Аустралија највише извози у Јапан, Кину, Сједињене Државе, Јужну Кореју и Нови Зеланд.

## Староседелачка привреда
Староседеоци Аустралије развили су сопствени систем пољопривредног газдовања. Цеђење отрова из биљака, млевење зрневља ради добијања брашна, затим риболов у приобаљу, брање кокосових ораха, трске и сл, само су неке од занимања и приступа. Лов је био добро развијен у прошлост, а као његова последица дошло је до изумирања многих животињских врста. Доминирала је сакупљачка пољопривреда. Подизањем нивоа светског мора пре око 15.000 година развила се и трговина, а самим тим и поморство.

## Пољопривреда
Ова грана пољопривреде у Аустралији је развијена у долинама великих река — Мареј, Марамбиџи и Дарлинг, тј. у држава Квинсленд и Нови Јужни Велс. Гаје се највише житарице — пшеница (6. у свету), јечам (6. у свету), сирак, зоб, кукуруз и овас. У северним подгоринама Великих разводних планина развијено је виноградарство (11. у свету по засаду винове лозе). Гаји се и поврће, али и памук (11. у свету).
У савезној држави Квинсленд, на обалама Коралног мора, у ширем подручју Таунсвила заступљена је плантажна производња. Овде се гаји неколико врста тропског воћа, као и шећерна трска.
Сточарство је развијено на југоистоку државе (Викторија) и на Тасманији, као и у унутрашњости континента на пашњацима. Говедарство је најзаступљеније, нарочито прерада меса и млека. Око већих градских средишта Перта, Сиднеја, Бризбејна и Мелбурна развијени су живинарство и свињогојство. Овчарство је једна од најразвијенијих грана. На пашњацима широм Западне, Јужне Аустралије, затим Квинсленда и Новог Јужног Велса гаји се око 100 милиона оваца. Аустралија је друга у свету по броју оваца, а прва у свету по производњи вуне („мерино“).

## Шумарство, лов и риболов
У Аустралији има око 85 милиона хектара шума (11% површине), али су оне углавном проређене и дрвна грађа је неквалитетна. Праве шуме заступљене су на Великим разводним планинама и на Тасманији, где су шумарство и дрвна индустрија најразвијенији. Богати засади еукалиптуса на северу Квинсленда и борова у Новом Јужном Велсу користе се осим у дрвној и у индустрији папира и целулозе.
Упркос великом морском пространству риболов није значајно развијен. Годишњи улов креће се око 240.000 тона. Најзаступљенији је у Западној Аустралији и око Тасманије. Док је на северу у Арафурском и Тиморском мору и заливу Карпентарија заступљено гајење ракова. Гајење шкољки је замрло.

## Рударство и енергетика
Рударство се на простору Аустралије развило у XIX веку, открићем злата у периоду 1851-1892. година у Викторији (око Мелбурна), северном Квинсленду и Западној Аустралији (Калгурли). Ова открића покренула су „златну грозницу“, привредни развој и велике миграције.
Аустралија обилује значајним налазиштима метала и неметала. Злата има у Калгурлију (Западна Аустралија), Пајн Крику и Тенат Крику (Северна Територија). Производња на годишњем нивоу креће се око 270 тона, што је чини трећом у свету. Најзначајнија налазишта оловно-цинкане руде су Брокен Хил (Нови Јужни Велс) и Розбери (Тасманија). Годишња производња олова је око 680.000 тона, а цинка око 1,5 милиона тона, по чему је Аустралија први и друга на глобалном нивоу. Бакар се експлоатише на простору Квинсленда (Маунт Ајза) и Новог Јужног Велса (Кобар), са укупном производњом од 890.000 тона. Највећа лежишта руде гвожђа налазе се на платоу Кимберли (други у свету), где се добија и око 30% светске производње дијаманата (први у свету). Истичу се и налазишта мангана (острво Гроте), никла (Квинсленд) и волфрама (Кинг Ајланд). Опал се експлоатише у Јужној Аустралији (Кубер Пиди, Олимпик Дем, Минтаби) и Новом Јужном Велсу (Вајт Клифс, Лајтнинг Риџ).
Аустралија има богата лежишта фосилних енергената. Камени угаљ се експлоатише у Квинсленду (Блек Вотер, Бовен, Маура) и Новом Јужном Велсу (Њукасл (Нови Јужни Велс), Вулонгонг). У околини Мелбурна су значајна налазишта мрког угља. Нафта и земни гас експлоатишу се у Тиморском мору и Басов пролазу. На платоу Кимберли су богате залихе урана, са производњом од око 3.500 тона годишње, што је чини другом у свету. Највеће хидроелектране налазе се у Новом Јужном Велсу и Викторији, на рекама Мареј и Марамбиџи — „Хјум“, „Дартмут“, „Кива“, „Тумут“ и др.

## Индустрија
Развој индустрије Аустралије је везан је за другу половину XIX века. Највећи успон доживела је након Другог светског рата у периоду 1950-1960. година. Главна карактеристика индустријске производње Аустралије је њена концентрисаност на југоисток, тј. државе Нови Јужни Велс и Квинсленд, где се налази чак 70% свих постројења. Металургија се развила у околини Перта (Квинана), и Сиднеја (Њукасл, Порт Кембла). Петрохемија је смештена у Огасти и Фримeнтлу. Ваљаонице и топионице метала су у Маунт Ајзи, Гледстону, Таунзвилу, Банберију и Квинани. Хемијска индустрија концентрисала се у Банберију, Мелбурну и Њукаслу, а прехрамбена у околини свих већих градских центара. Запажено место заузимају и аутомобилска, текстилна и графичка индустрија.

## Саобраћај
У Аустралији је израђено око 800.000 километара путева, од чега је 40% асфалтирано. На ауто-путеве отпада скоро 20.000 километара. Најгушћа саобраћајна мрежа налази се на југоистоку државе у Новом Јужном Велсу, Викторији и крајњем југу Квинсленда. Путеви су највише оријентисани ка обали, па су тако сви велики градски центри повезани мрежом саобраћајница. Железнички саобраћај одвија се на 45.000 километара пруга. Најзначајнија железница је на релацији Перт-Сиднеј („Индијан-Пацифик експрес“) дугачка 4500 километара. Њена специфичност је деоница кроз Нуларбор равницу дугачка 500 километара у правој линији. То је чини јединственом у свету.
Трговина и морски саобраћај одвијају се преко највећих лука Аустралије — Сиднеја, Порт Хедленда, Фриматла, Мелбурна, Бризбејна и других. Ваздушни саобраћај на међународним линијама омогућен је преко аеродрома у Сиднеју, Мелбурну, Бризбејну, Перту, Кернсу и Хобарту. Најпознатији авио-превозници у Аустралији су Квантас ервејз, затим Верџин блу, Ер Норт и др.

## Трговина
Извоз Аустралије оријентисан је највише на југоисточну Азију, пре свих Јапан, Кину, Јужну Кореју, Сингапур и Тајван. Према њима извози сировине, а увози готове производе. Око 40% извоза и 28% извоза одлази на Кину и Јапан. Аустралија је већ око сто година своју понуду базирала на сировинама и рудама (нафта, гас, злато, бакар, сребро, манган), да би почетком XXI века примат преузели индустријски производи и услуге. Од 2005. године Аустралија одржава специјалне трговинске везе са Сједињеним Државама. Савремена понуда односи се на научну, медицинску и телекомуникациону опрему, затим делове за аутомобилску и авиоиндустрију. Године 2009. укупан годишњи извоз износио је 161,5 милијарди долара, а увоз 160,9 милијарди долара. То је резултовало активним тровинским билансом у износу од око 600 милиона долара.

## Туризам
Туризам Аустралије заснива се на богатој понуди летовалишта и великим природним лепотама. Просечно око 5,7 милиона туриста годишње посети ову земљу. То доноси приход од око 32 милијарде долара. Већина посетиоца је са Новог Зеланда, из Јапана, Европе и САД. Године 2002. Аустралију је посетило 800.000 Новозеланђана и око 720.000 Јапанаца. Најпопуларније туристичке дестинације су Сиднеј са чувеном Сиднејском опером, затим Улуру и Ката Тјута у унутрашњости, света места Абориџина. За љубитеље сурфовања и водених спортова, најзначајнија дестинација су плаже Перта, Мелбурна и Аделејда. Посебну туристичку вредност имају бројни национални паркови, заштићене области и региони, као и велики број ендемичних врста животиња (коала, кенгур, валаби) и биљака (еукалиптус).

## Галерија
- Мерино ован
- Еукалиптусове шуме
- Опал - водећи ресурс Аустралије
- Индустријско средиште Маунт Ајза
- Лука Фримантл
- Женка коале
- Абориџинско свето место - Улуру
- Велики корални гребен